# Habère-Lullin

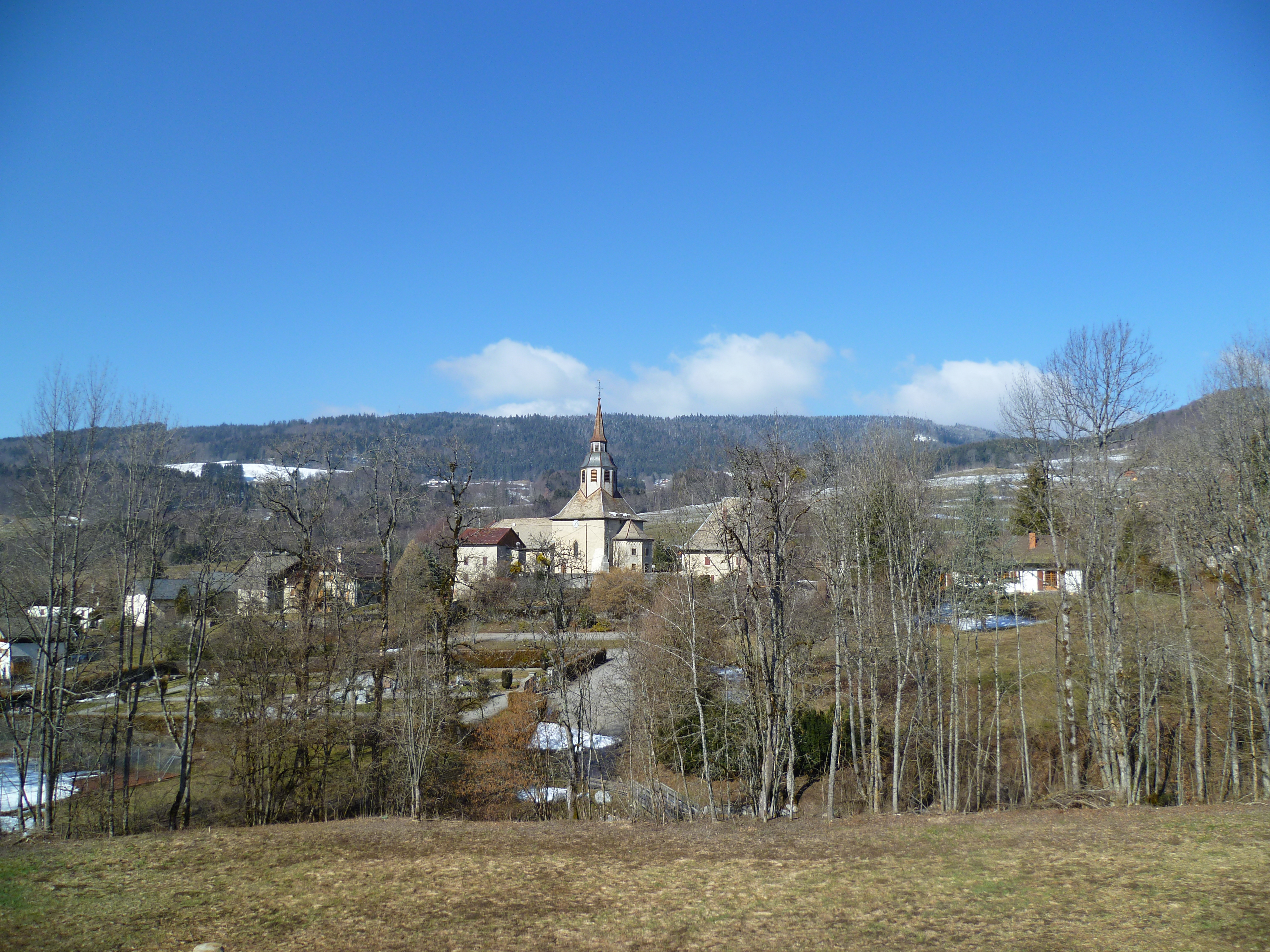
Habère-Lullin (2012)

Habère-Lullin ist eine französische Gemeinde im Département Haute-Savoie in der Region Auvergne-Rhône-Alpes.

## Geographie
Habère-Lullin liegt auf 851 m, etwa 24 Kilometer östlich der Stadt Genf. Das Dorf erstreckt sich inmitten der breiten Talschaft des Vallée Verte, leicht erhöht auf einem Geländevorsprung zwischen der Menoge und einem linken Seitenbach, am Westfuß der Montagne d’Hirmentaz, in den nordwestlichen Savoyer Alpen.
Die Fläche des 8,86 km² großen Gemeindegebiets umfasst einen Abschnitt des Vallée Verte. Das breite Tal erstreckt sich in Nordost-Südwest-Richtung und wird von der Menoge zur Arve entwässert. Nach Norden reicht der Gemeindeboden auf die Waldhöhe der Tête du Char (1256 m). Im Osten dehnt sich das Gemeindeareal über Waldhänge und Bergweiden bis auf die Pointe de Miribel (1581 m) und auf die Montagne d’Hirmentaz aus, auf der mit 1596 m die höchste Erhebung von Habère-Lullin erreicht wird.
Zu Habère-Lullin gehören verschiedene Weilersiedlungen, darunter La Ville du Four (823 m) im Tal, Les Macherets (915 m) am sonnenexponierten Südhang der Tête de Char und Torchebise (940 m) am östlichen Talhang oberhalb des Dorfes. Nachbargemeinden von Habère-Lullin sind Fessy und Habère-Poche im Norden, Bellevaux und Mégevette im Osten, Villard im Süden sowie Burdignin im Westen.

## Geschichte
Das Gebiet von Habère-Lullin war bereits in der Römerzeit besiedelt. Im Mittelalter gehörte das Dorf der Familie Lullin, die hier residierte und auf die der heutige Namenszusatz zurückzuführen ist. Bis Ende des 18. Jahrhunderts bildeten Habère-Lullin und Habère-Poche eine einzige Gemeinde mit dem Namen Les Habères. Mit dem Kanton Boëge wechselte Habère-Lullin 1939 vom Arrondissement Bonneville zum Arrondissement Thonon-les-Bains.

## Sehenswürdigkeiten
Die Dorfkirche wurde 1840 unter Einbezug der früheren Bauteile umgestaltet und vergrößert. Im Chor sind Teile aus dem 13. Jahrhundert sowie Wandmalereien aus dem 14. Jahrhundert erhalten.

## Bevölkerung
| Jahr                       | 1962 | 1968 | 1975 | 1982 | 1990 | 1999 |
| Einwohner                  | 349  | 374  | 370  | 395  | 514  | 634  |
| Quellen: Cassini und INSEE |      |      |      |      |      |      |

Mit 1091 Einwohnern (Stand 1. Januar 2022) gehört Habère-Lullin zu den kleinen Gemeinden des Département Haute-Savoie. Seit Beginn der 1980er Jahre wurde dank der schönen Wohnlage ein kontinuierliches starkes Wachstum der Einwohnerzahl verzeichnet. Außerhalb des alten Ortskerns entstanden zahlreiche Einfamilienhäuser.

## Wirtschaft und Infrastruktur
Habère-Lullin war bis weit ins 20. Jahrhundert hinein ein vorwiegend durch die Landwirtschaft und die Forstwirtschaft geprägtes Dorf. Heute gibt es verschiedene Betriebe des lokalen Kleingewerbes. Einige Erwerbstätige sind Wegpendler, die in den größeren Ortschaften der Umgebung, vor allem im Raum Genf-Annemasse und in Thonon-les-Bains, ihrer Arbeit nachgehen.
Die Ortschaft liegt an der Verbindungsstraße, die von Thonon-les-Bains über den Col de Cou nach Fillinges im Arvetal führt.